# Gusztáv és a szeretet ünnepe
A Gusztáv és a szeretet ünnepe a Gusztáv című rajzfilmsorozat második évadának huszonegyedik epizódja.

## Rövid tartalom
Gusztáv és felesége csak a karácsonyi ünnepek alatt tart tűzszünetet, egyébként egész évben marják egymást.

## Alkotók
- Rendezte: Jankovics Marcell
- Írta: Dargay Attila, Jankovics Marcell, Nepp József
- Zenéjét szerezte: Pethő Zsolt
- Operatőr: Nagy Csaba, Neményi Mária
- Hangmérnök: Horváth Domonkos
- Vágó: Czipauer János
- Tervezte: Bánki Katalin
- Háttér: Szoboszlay Péter
- Rajzolták: Kaszner Margit, Zsilli Mária
- Színes technika: Dobrányi Géza, Kun Irén
- Gyártásvezető: Kunz Román

Készítette a Pannónia Filmstúdió.